# Университетский клинический центр им. В. В. Виноградова РУДН
Университетский клинический центр имени В. В. Виноградова — многопрофильное медицинское учреждение на юго-западе Москвы; открыто в 1958 году; организационно является филиалом Российского университета дружбы народов им. П. Лумумбы. Директор больницы — Векильян Михаил Артурович. Больница расположена по адресу: Москва, улица Вавилова, 61.
Больница создана на базе Федерального государственного бюджетного учреждения здравоохранения «Клиническая больница имени В. В. Виноградова», ранее подчинявшегося Министерству науки и высшего образования Российской Федерации, служившего клинической базой для кафедр медицинских высших учебных заведений столицы. Больница является (2023) крупнейшим многопрофильным государственным медицинским центром на юго-западе Москвы, состоит из 37 отделений.

## История

### Советский период
6 октября 1958 года в Москве была официально открыта Городская клиническая больница № 64 (ГКБ № 64); в этот поступил первый пациент в терапевтическое отделение. Первоначально больница была рассчитана на 450 человек. Палаты были небольшими, рассчитанными на одного, двух или трёх человек. При больнице имелась поликлиника, рассчитанная на 500 посещений в день. Были лечебные и диагностические кабинеты, водолечебница, грязелечебница, отделение лечебной физкультуры. Первоначально в штате больницы было 60 врачей и около 200 медсестёр.
В 1959 году в ГКБ № 64 открыто хирургическое отделение. Больница стала клинической базой клиники факультетской хирургии 2-го Московского государственного медицинского института им. Н. И. Пирогова.
В 1963 году больница стала основной клинической базой Университета дружбы народов имени Патриса Лумумбы; кафедру хирургии возглавил и руководил до 1986 года хирург В. В. Виноградов.
В 1964 году в ГКБ № 64 открыто неврологическое отделение. В 1968 году — открыт детский корпус на 120 коек (до 1996 года). В 1973 году открыт новый корпус c отделениями хирургического, гинекологического и травматологического профилей.

### Постсоветский период

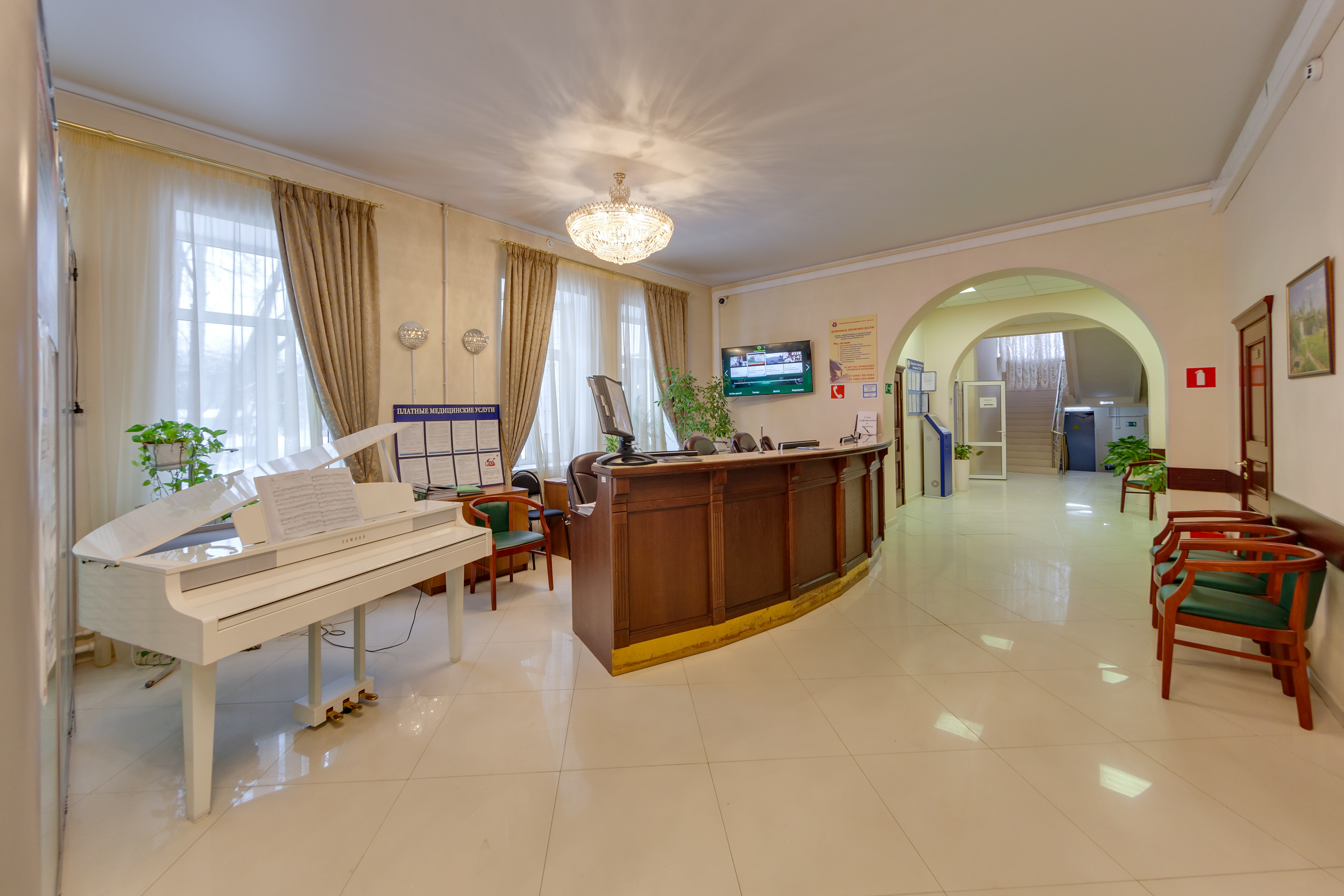
Консультативно-диагностическое отделение №1 больницы

В 2013 году к ГКБ № 64 присоединен Родильный дом № 4 города Москвы.
В 2016—2018 года присоединены женские консультации ЮЗАО и ЗАО города Москвы.
В 2017 году ГКБ № 64 присвоено имя советского хирурга, доктора медицинских наук, профессора Владимира Владимировича Виноградова.
В мае 2018 года у входа в первый корпус установлена бронзовая статуя В. В. Виноградову высотой 2,8 метра. Автор — архитектор Сергей Прелат.
По состоянию на 2021 год больница включала в себя стационар на 37 отделений, Родильный дом № 4 и 13 женских консультаций.
До 2023 года больница подчинялась Департаменту здравоохранения города Москвы. Распоряжением Правительства РФ от 21 июня 2023 года № 1636-р Государственное бюджетное учреждение здравоохранения города Москвы «Городская клиническая больница имени В. В. Виноградова Департамента здравоохранения города Москвы» принято безвозмездно из собственности города Москвы в федеральную собственность.
После перевода больницы из городской собственности в управление Минобрнауки РФ планировалось, что она будет присоединена к Российскому университету дружбы народов (РУДН). До 2023 года больница являлась клинической базой для медицинского отделения университета – там функционировали 11 кафедр РУДН.
Федеральное государственное бюджетное учреждение здравоохранения «Клиническая больница имени В. В. Виноградова» до 2024 года подчинялось Министерству науки и высшего образования Российской Федерации, служило клинической базой для кафедр медицинских высших учебных заведений столицы. До 2024 года главным врачом была О. В. Шарапова.
В 2024 году учреждение было присоединено к РУДН и стало его филиалом с наименованием Университетский клинический центр им. В. В. Виноградова (филиал) РУДН.